# Park Won-jae
Park Won-jae est un footballeur sud-coréen né le 28 mai 1984.

## Palmarès
- Ligue des champions de l'AFC 2016
- Championnat de Corée du Sud : 2011, 2014, 2015 et 2017